# Schammes

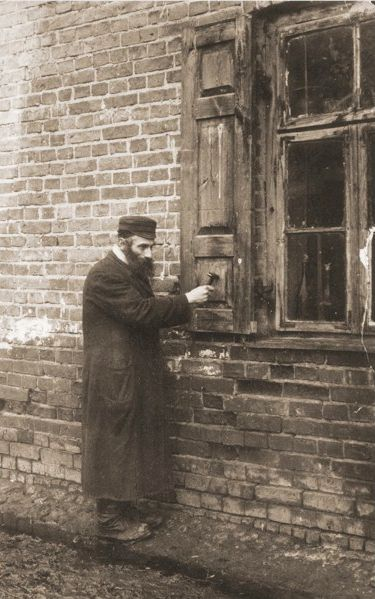
Schammes in Biała Podlaska, Polen, 1926

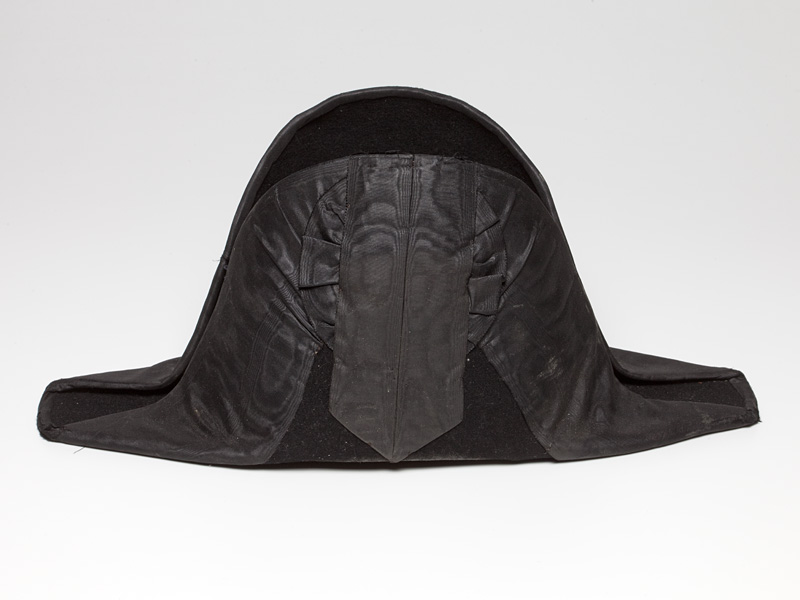
Schwarzer Zweispitz für Schammes, getragen in Luzern, heute in der Sammlung des Jüdischen Museums der Schweiz.

Ein Schammes (jiddisch שאמעס Schames, aus hebräisch שׁמשׁ Schammásch, deutsch ‚Diener‘) ist ein Synagogendiener, der die unterste Funktion in einer Synagoge erfüllt. Bei den osteuropäischen Juden auch Schulklapper, Schulklepper oder Schulklopfer und Judenmesner genannt, wobei „Schul“ das auf Jiddisch übliche Wort für die Synagoge ist.
Seine Aufgaben entsprechen denen eines Küsters. Der Schammes ist begrifflich vom Gabbai nicht immer klar getrennt, zuweilen werden die Bezeichnungen synonym gebraucht.
Der Begriff wird gelegentlich abwertend als „Laufbursche“ gebraucht.
Der Ausdruck „Schammes“ bzw. „Schamasch“ wird auch für die Kerze gebraucht, die zum Anzünden der übrigen Kerzen der Chanukkia verwendet wird.

## Vorkommen in der Populärkultur
In mehreren deutschen Filmsynchronisationen tauchen die in genauer Bedeutung und Herkunft unbekannten Komposita Schlattenschammes bzw. Schlappenschammes auf. In der 1967 produzierten Synchronisation von Tote schlafen fest antwortet Philip Marlowe bei Handlungsbeginn auf die Frage nach seinem Beruf, er sei „Schlattenschammes“ (im Original „shamus“). Zudem wird das Kompositum Schlappenschammes im Film Zwei Asse trumpfen auf und in den Serien Ein Käfig voller Helden (Staffel 3, Folgen 12 und 17) und M*A*S*H (Staffel 10, Folge 10) verwendet. Auch im Film Des Teufels General von 1955 mit Curd Jürgens taucht der Begriff „Schlattenschammes“ auf. In einer Folge der  Kinderhörspielreihe Bibi Blocksberg bezeichnet die Reporterin Karla Kolumna die Position des Sekretärs des Bürgermeisters als „Schlattenschammes“ (Folge 55 aus dem Jahr 1992).